# Molí d'en Bosch
El Molí d'en Bosch és una obra de Riells i Viabrea (Selva) inclosa a l'Inventari del Patrimoni Arquitectònic de Catalunya.

## Descripció
Molí fariner, situat als afores del nucli urbà de Breda, al costat de la Riera de Breda, on s'hi arriba prenent un trencall que hi ha al costat esquerre, abans de trobar el trencall que porta a Can Bosc, a la carretera Breda-Riells. L'edifici però, es troba al terme municipal de Riells i Viabrea.
L'edifici, en desús i en avançat estat de degradació (no té teulada, cosa que comporta una degradació de l'edifici), presenta una estructura en forma d'L, i consta de planta baixa i pis. Totes les obertures, tant les portes de la planta baixa com les finestres del pis, són en arc de llinda (excepte el portal de la planta baixa que es troba just al costat de l'angle de l'estructura en forma d'L, formant part del costat llarg d'aquesta estructura, que té arc rebaixat). Algunes de les obertures estan protegides per reixes de ferro forjat. Algunes obertures, quan l'edifici es va abandonar, van ser tapades amb maons.
Les façanes de l'edifici, estan arrebossades, tot i que la deixadesa de l'edifici deixa veure els brancals i les llindes d'algunes obertures, que estan fetes de maons disposats en sardinell.
A la part posterior del molí, hi ha la impressionant bassa, feta de maons. L'aigua hi arribava a través d'un rec que recollia l'aigua de la Riera de Breda, i entrava a l'interior del molí a través de dues obertures en arc de mig punt.
Al davant del molí, hi ha una petita construcció també sense teulada i en procés de degradació, amb les obertures en arc de llinda.
El Molí d'en Bosch apareix documentat al Registre de planejament urbanístic de Catalunya
Es pot trobar localitzat al mapa: "Les ruïnes del Montseny".